# M14 DMR
M14 DMR（正式名称：United States Marine Corps Designated Marksman Rifle、NSN：1005-01-458-6235）は、7.62x51mm NATO弾を使用するガス圧作動式のセミオートスナイパーライフルである。アメリカ海兵隊が、M14をベースに改良して製作した。

## 概要
このライフルは、マッチグレードM118LR（175グレイン 長距離弾）を使用する。DMR本体（光学サイト、マガジン、クリーニングキット、スリング、付属品、バイポッド、サプレッサーを除いた）の重さはおよそ5kgである。光学サイト、銃身、ボルトや他の部品は、3段階のメンテナンスレベルに応じて修理や取り外しができるようになっている。
DMRは全てバージニア州クアンティコのUSMC Precision Weapons Shopで製造されている。

## 仕様
M14とDMRでは以下のような点が異なっている。
銃身（Barrel）
Krieger Barrels社、もしくはRock Creek Barrels社（Mike Rock Barrels社）製の22インチ（560mm）ステンレス製のマッチグレードを使用している。
銃床（Stock）
ピストルグリップを持ち、可変チークピースを搭載している。
光学機器（Optics）
GG&G Armament Arizona社、もしくはSmith Enterprise社製のMIL-STD-1913 ピカティニー・レールを搭載し、互換性のある光学機器を取り付けることができる。これにより、スコープや画像装置を搭載できる。
もっとよく使用されているのは、TS-30.xxシリーズのデイスコープ、AN/PVS-10やAN/PVS-17などの暗視スコープ、Leupold Mark 4やUnertl M40 10×などの出力増強スコープである。
銃口（Muzzle device）
大部分のDMRはM14のマズルデバイスをそのまま使用する。少数のDMRにはOPS社の2ポートマズルブレーキを使用している。
バイポッド（Bipod）
Harris S-L製のバイポッドが使用されている。

## 運用
DMRは名前の通り、選抜射手（designated marksman）が使用することを想定している。7.62x51mm NATO弾を使用しているため5.56x45mm NATO弾を使うライフルより破壊力や長距離狙撃能力に優れており、他の軍用スナイパーライフルより軽量なのが特徴である。
そのため、迅速かつ正確な狙撃を必要とする海兵隊のスカウトスナイパーに使用されている。また、Explosive Ordnance Disposal teams（爆発物処理班）にも使用されている。任務によっては、スナイパーチームの観測手（Spotter）が使用することもある。
DMRを実際に使用している兵士により、砂漠において正確性と信頼性が低下するという問題点が明らかになった。そのため、M14 DMRを退役させて7.62mm Mk11（SR-25）や5.56mm 特殊目的ライフル（Mk12 Mod0）へ交代させることを決定した。しかし、現在も新しいM14 DMRの製造が行われており、ウェポンシステムも日々改良されている。

## 登場作品

### アニメ
『Angel Beats!』
死んだ世界戦線（SSS）メンバーの日向が使用。

### ゲーム
『ARMA 2』
『Operation Flashpoint: Red River』
『Alliance of Valiant Arms』

## 画像

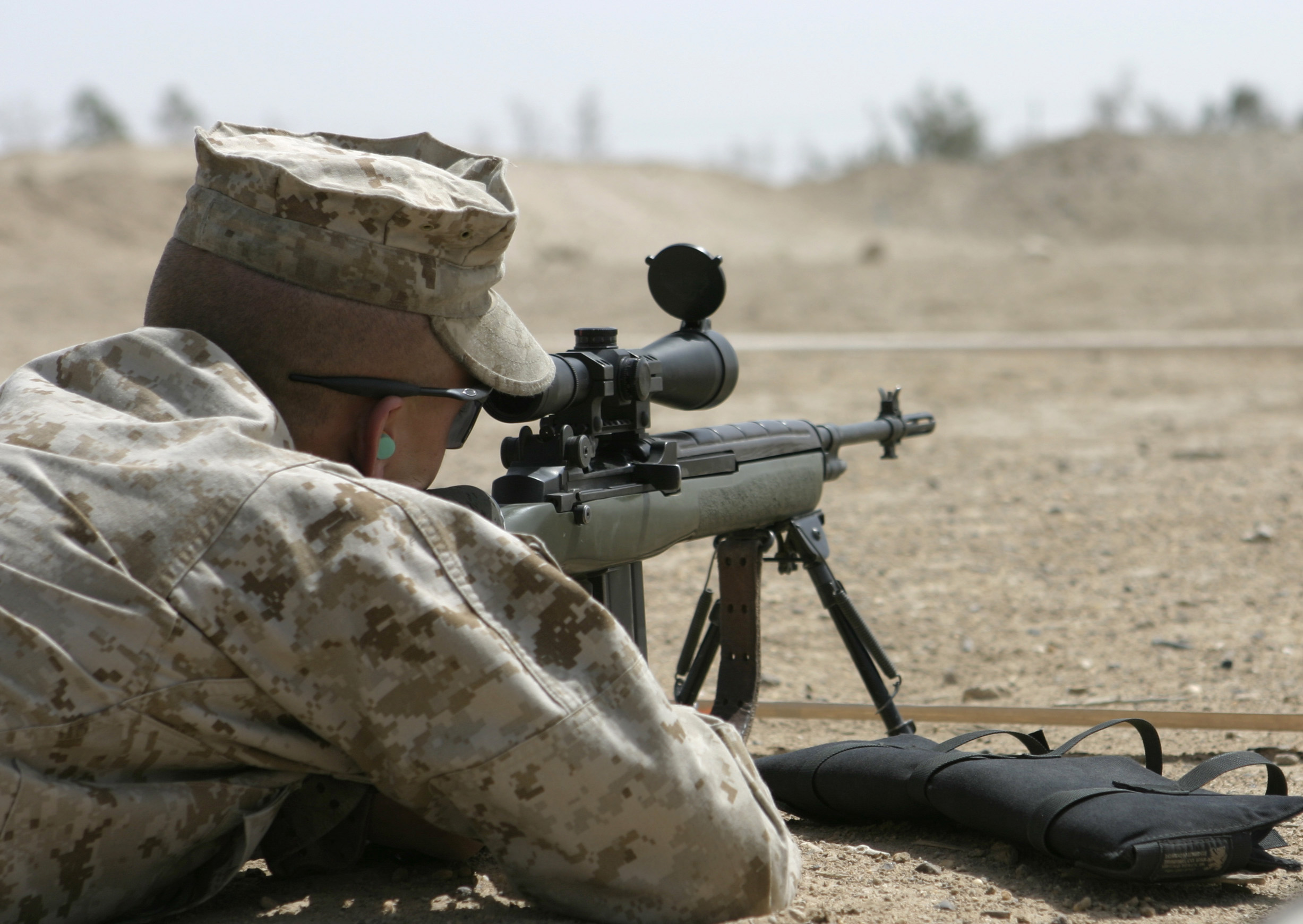
伏射の姿勢でDMRを構える海兵隊員
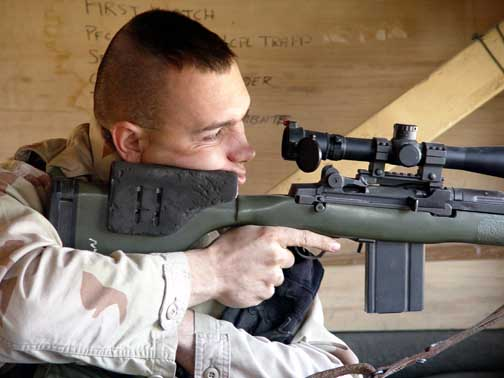
アフガニスタンでDMRを構える海兵隊員
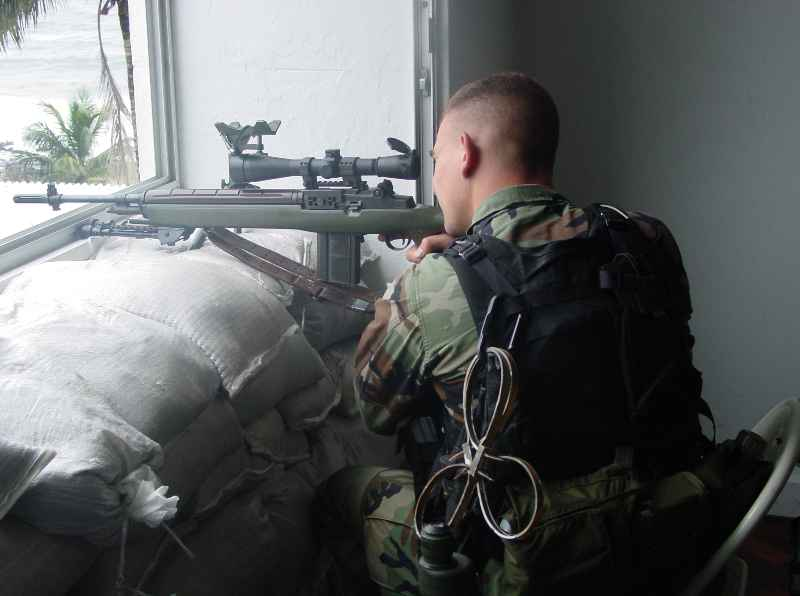
リベリアのアメリカ大使館で警戒態勢をとる海兵隊員